# Associação de Paula e Montecristo Voleibol
L'Associação de Paula e Montecristo Voleibol è una società pallavolistica brasiliana, con sede a Goiânia.

## Storia
L'Associação de Paula e Montecristo Voleibol nasce nel 1988 nella città di Goiânia, con lo scopo di rendere più popolare la pratica della pallavolo nello stato del Goiás. Nel 2013 il club partecipa all'ultima edizione della Liga Nacional, classificandosi quarto: viene quindi invitato a partecipare alla Superliga Série B dello stesso anno, dove si classifica al primo posto, centrando la promozione in Superliga Série A.
Poco prima dell'esordio in massima divisione nella stagione 2013-14, il club incontra delle difficoltà economiche, che inducono la dirigenza a trasferire la sede di gioco a Montes Claros, dove, pur non cambiando denominazione ufficiale, gioca come Montes Claros Vôlei, classificandosi al dodicesimo e ultimo posto. 
Conservato il proprio posto in massima serie, grazie al blocco delle retrocessioni per consentire l'espansione da dodici a quattordici squadre, nel 2014 cede i diritti di partecipazione alla Superliga Série A al neonato Montes Claros, ripartendo dalle competizioni statali.